# Klaus Hübner (Politiker)

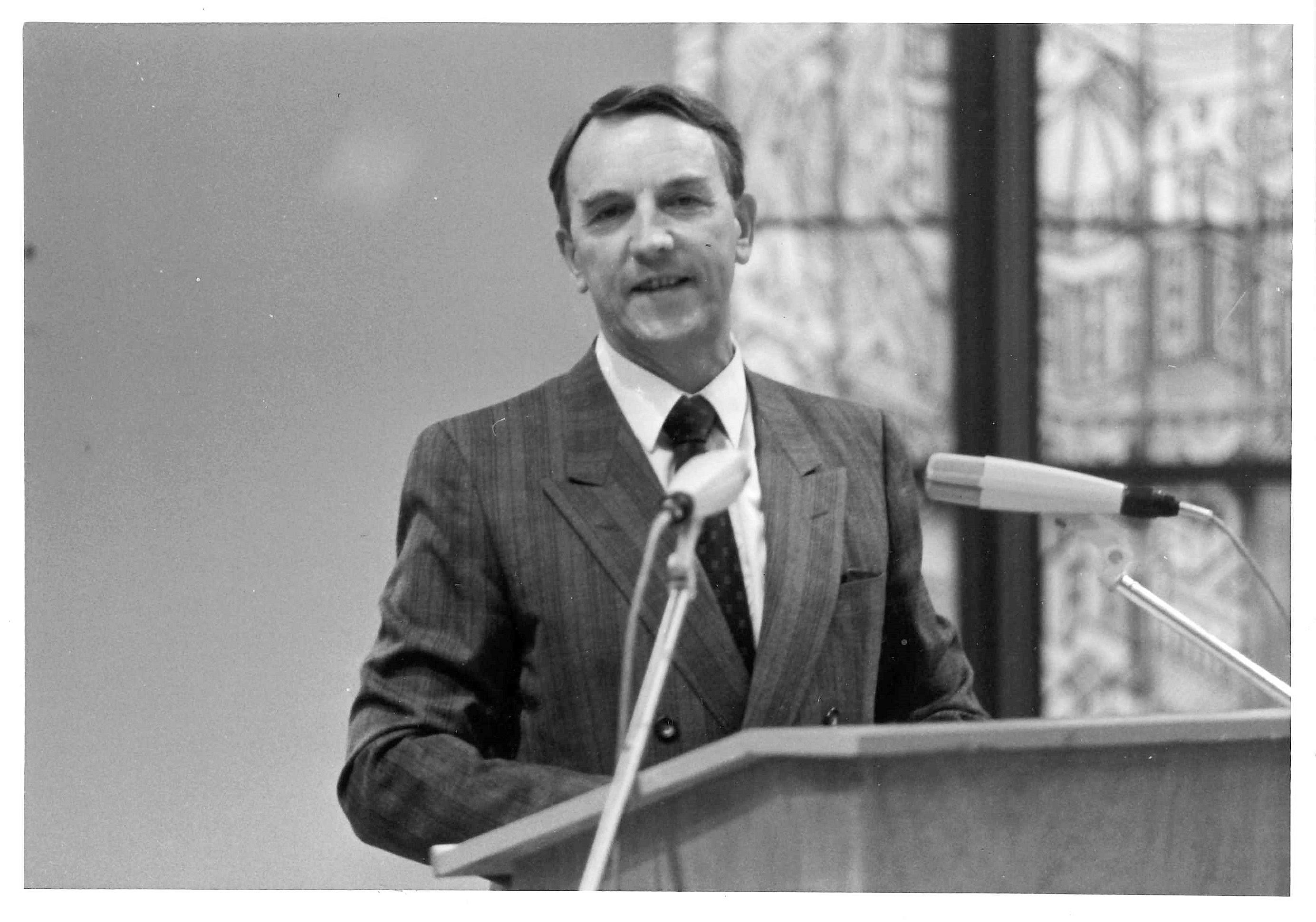
Klaus Hübner (1970)

Klaus Hübner (* 19. Juni 1924 in Berlin-Wedding; † 30. Januar 2021) war ein deutscher Politiker (ehemals SPD) und Polizeibeamter. Er war von 1965 bis 1969 Mitglied des Deutschen Bundestages und im Anschluss bis 1987 Polizeipräsident in West-Berlin.

## Leben und Beruf

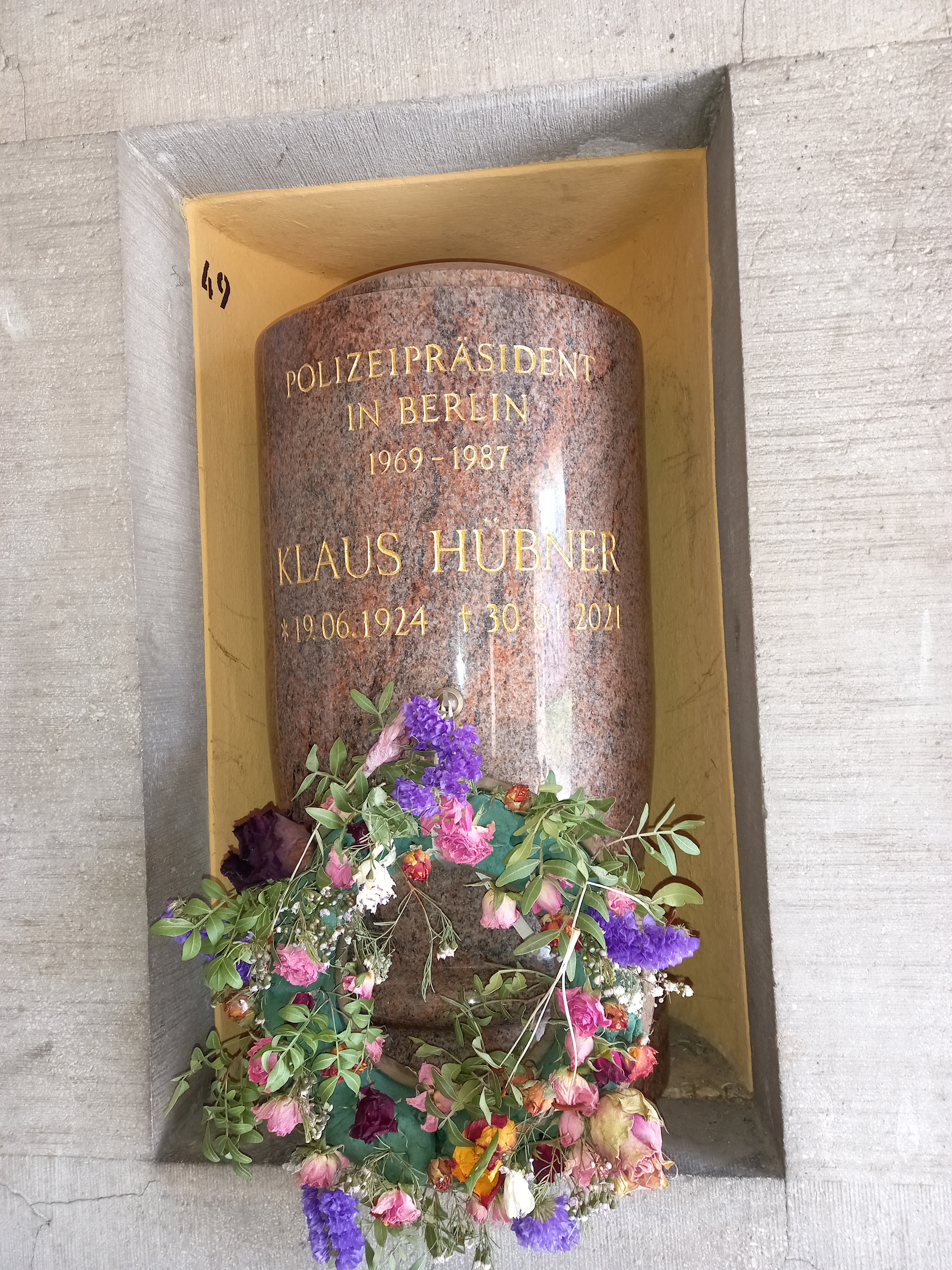
Das Grab von Klaus Hübner im Kolumbarium des Friedhofs Wilmersdorf in Berlin

Hübner wurde als Sohn eines Drehers geboren. Nach dem Besuch der Volksschule absolvierte er von 1938 bis 1942 eine kaufmännische Ausbildung bei einer Versicherung. Anschließend nahm er bis 1945 als Soldat am Zweiten Weltkrieg teil und wurde bei der Luftwaffe als Flugzeugführer eingesetzt.
Hübner war von 1945 bis 1948 als Arbeiter im Bau- und Transportgewerbe tätig, ehe er 1949 in den Polizeidienst wechselte. Er arbeitete zunächst als Polizeibeamter in Berlin, nahm 1951 eine Tätigkeit als Gewerkschaftssekretär auf und fungierte von 1953 bis 1968 als Bundesgeschäftsführer der Gewerkschaft der Polizei (GdP) in Düsseldorf. Gleichzeitig war er von 1964 bis 1968 Sekretär der Internationalen Vereinigung der Polizeigewerkschaften (UISP).
Von 1969 bis 1987 war er Polizeipräsident in Berlin. In dieser Funktion war er von 1986 bis 1988 Vorsitzender der Arbeitsgemeinschaft der Polizeipräsidenten der Bundesrepublik Deutschland. Außerdem war er 1976 Gründungsmitglied des Weißen Rings. 1997 veröffentlichte er im Berliner Jaron-Verlag seine Autobiografie: Einsatz. Erinnerungen des Berliner Polizeipräsidenten 1969-1987; das Vorwort verfasste Helmut Schmidt.
Hübner verstarb in der Nacht zum 30. Januar 2021 im Alter von 96 Jahren.

## Partei
Hübner trat 1952 in die SPD ein und war von 1962 bis 1966 Vorsitzender des SPD-Unterbezirks Grevenbroich. 2002 trat er aus Protest gegen die Bildung der rot-roten Regierungskoalition in Berlin aus der SPD aus.

## Abgeordneter
Hübner war von 1961 bis 1968 Ratsmitglied der Gemeinde Nievenheim. Dem Deutschen Bundestag gehörte er vom 13. Mai 1965, als er für den verstorbenen Abgeordneten Rudolf-Ernst Heiland nachrückte, und erneut vom 6. Dezember 1966, als er für den verstorbenen Abgeordneten Wenzel Jaksch nachrückte, bis zu seiner Mandatsniederlegung am 14. Januar 1969 an. Er zog in beiden Wahlperioden über die Landesliste der SPD Nordrhein-Westfalen ins Parlament ein.

## Öffentliche Ämter
Hübner war seit 1964 Bürgermeister des Amtes Nievenheim.

## Ehrungen
- Chevalier de l’Ordre national du Mérite, 1982
- Ernst-Reuter-Plakette, 1989